# Roézé-sur-Sarthe
Roézé-sur-Sarthe és un municipi francès situat al departament del Sarthe i a la regió de País del Loira. L'any 2007 tenia 2.616 habitants.

## Demografia

### Població
El 2007 la població de fet de Roézé-sur-Sarthe era de 2.616 persones. Hi havia 910 famílies de les quals 156 eren unipersonals (70 homes vivint sols i 86 dones vivint soles), 293 parelles sense fills, 410 parelles amb fills i 51 famílies monoparentals amb fills.
La població ha evolucionat segons el següent gràfic:
Habitants censats

### Habitatges
El 2007 hi havia 1.015 habitatges, 913 eren l'habitatge principal de la família, 66 eren segones residències i 35 estaven desocupats. 942 eren cases i 56 eren apartaments. Dels 913 habitatges principals, 731 estaven ocupats pels seus propietaris, 172 estaven llogats i ocupats pels llogaters i 10 estaven cedits a títol gratuït; 8 tenien una cambra, 28 en tenien dues, 123 en tenien tres, 234 en tenien quatre i 520 en tenien cinc o més. 731 habitatges disposaven pel capbaix d'una plaça de pàrquing. A 333 habitatges hi havia un automòbil i a 529 n'hi havia dos o més.

### Piràmide de població
La piràmide de població per edats i sexe el 2009 era:
| Homes | Edats   | Dones |
| ----- | ------- | ----- |
| 4     | 95 o +  | 12    |
| 0     | 90 a 94 | 12    |
| 8     | 85 a 89 | 36    |
| 12    | 80 a 84 | 24    |
| 16    | 75 a 79 | 28    |
| 40    | 70 a 74 | 28    |
| 84    | 65 a 69 | 52    |
| 28    | 60 a 64 | 52    |
| 72    | 55 a 59 | 64    |
| 84    | 50 a 54 | 80    |
| 96    | 45 a 49 | 68    |
| 72    | 40 a 44 | 96    |
| 108   | 35 a 39 | 68    |
| 96    | 30 a 34 | 112   |
| 72    | 25 a 29 | 56    |
| 60    | 20 a 24 | 32    |
| 96    | 15 a 19 | 60    |
| 80    | 10 a 14 | 80    |
| 76    | 5 a 9   | 96    |
| 68    | 0 a 4   | 76    |

## Economia
El 2007 la població en edat de treballar era de 1.626 persones, 1.205 eren actives i 421 eren inactives. De les 1.205 persones actives 1.116 estaven ocupades (597 homes i 519 dones) i 90 estaven aturades (40 homes i 50 dones). De les 421 persones inactives 214 estaven jubilades, 129 estaven estudiant i 78 estaven classificades com a «altres inactius».

### Ingressos
El 2009 a Roézé-sur-Sarthe hi havia 915 unitats fiscals que integraven 2.613 persones, la mediana anual d'ingressos fiscals per persona era de 18.615 €.

### Activitats econòmiques
Dels 70 establiments que hi havia el 2007, 1 era d'una empresa extractiva, 3 d'empreses alimentàries, 6 d'empreses de fabricació d'altres productes industrials, 18 d'empreses de construcció, 16 d'empreses de comerç i reparació d'automòbils, 1 d'una empresa de transport, 3 d'empreses d'hostatgeria i restauració, 2 d'empreses financeres, 1 d'una empresa immobiliària, 12 d'empreses de serveis, 4 d'entitats de l'administració pública i 3 d'empreses classificades com a «altres activitats de serveis».
Dels 24 establiments de servei als particulars que hi havia el 2009, 3 eren tallers de reparació d'automòbils i de material agrícola, 3 paletes, 4 guixaires pintors, 2 fusteries, 2 lampisteries, 2 electricistes, 2 empreses de construcció, 2 perruqueries, 2 veterinaris i 2 restaurants.
Dels 5 establiments comercials que hi havia el 2009, 1 era una gran superfície de material de bricolatge, 1 una botiga de menys de 120 m², 2 fleques i 1 una floristeria.
L'any 2000 a Roézé-sur-Sarthe hi havia 35 explotacions agrícoles que ocupaven un total de 1.580 hectàrees.

## Equipaments sanitaris i escolars
El 2009 hi havia 1 farmàcia i 1 ambulància.
El 2009 hi havia 1 escola maternal i 2 escoles elementals.

## Poblacions més properes
El següent diagrama mostra les poblacions més properes.